# Clásico del Suroccidente
El Clásico del Suroccidente es como se conoce al encuentro de fútbol que enfrenta al Club Social y Deportivo Xelajú Mario Camposeco y al Club Social y Deportivo Suchitepéquez, dos de los clubes más exitosos a nivel departamental de Guatemala.

## Introducción
Este tradicional enfrentamiento surge por la cercanía geográfica que existe entre los departamentos de Quetzaltenango y Suchitepéquez, dando inicio durante la temporada 1965/1966, incrementándose la rivalidad durante los años 80, tiempo el cual el Xelajú M.C. logra su segundo título de liga, y el Deportivo Suchitepéquez logra su primer título de liga nacional, siendo uno de los partidos más esperados de la Liga Nacional de Guatemala.

## Historial

### Torneos Largos
- Desde 1966 a 1999. (Datos extraídos del medio impreso "EL QUETZALTECO" de fecha 16 de junio de 2005.)

| Partidos Jugados | Ganados Xelajú MC | Partidos Empatados | Ganados Deportivo Suchitepéquez | Goles de Xelajú MC | Goles de Deportivo Suchitepéquez |
| ---------------- | ----------------- | ------------------ | ------------------------------- | ------------------ | -------------------------------- |
| 131              | 49                | 41                 | 41                              | 171                | 149                              |

### Torneos Cortos
- Desde el Apertura 2004(Dado el descenso del Deportivo Suchitepéquez en la temporada 1999-2000) al Clausura 2018 (reciente Descenso del Deportivo Suchitepéquez).[3][4][5][6][7][8][9]

| Local                   | Partidos Jugados | Ganados Xelajú MC | Partidos Empatados | Ganados Deportivo Suchitepéquez | Goles de Xelajú MC | Goles de Deportivo Suchitepéquez |
| ----------------------- | ---------------- | ----------------- | ------------------ | ------------------------------- | ------------------ | -------------------------------- |
| Xelajú M.C.             | 28               | 13                | 11                 | 4                               | 47                 | 26                               |
| Deportivo Suchitepéquez | 28               | 3                 | 7                  | 18                              | 22                 | 47                               |
| Total                   | 56               | 16                | 18                 | 22                              | 69                 | 73                               |

- Fases Finales de torneos cortos

| Local                   | Partidos Jugados | Ganados Xelajú MC | Partidos Empatados | Ganados Deportivo Suchitepéquez | Goles de Xelajú MC | Goles de Deportivo Suchitepéquez |
| ----------------------- | ---------------- | ----------------- | ------------------ | ------------------------------- | ------------------ | -------------------------------- |
| Xelajú M.C.             | 7                | 7                 | 0                  | 0                               | 11                 | 2                                |
| Deportivo Suchitepéquez | 7                | 1                 | 0                  | 6                               | 5                  | 17                               |
| Total                   | 14               | 8                 | 0                  | 6                               | 16                 | 19                               |

### Historial Total de la Liga
| Torneos                      | Partidos Jugados | Ganados Xelajú MC | Partidos Empatados | Ganados Deportivo Suchitepéquez | Goles de Xelajú MC | Goles de Deportivo Suchitepéquez |
| ---------------------------- | ---------------- | ----------------- | ------------------ | ------------------------------- | ------------------ | -------------------------------- |
| Torneos Largos               | 131              | 49                | 41                 | 41                              | 171                | 149                              |
| Torneos Cortos               | 56               | 16                | 18                 | 22                              | 69                 | 73                               |
| Fases Finales Torneos Cortos | 14               | 8                 | 0                  | 6                               | 16                 | 19                               |
| Total                        | 201              | 73                | 59                 | 69                              | 256                | 241                              |

## Torneo de Copa
Las últimas referencias del Clásico del Suroccidente en los torneos de copa son:
- Copa Guatemala 1995:
  - Grupo 2[10]

| 12 de agosto de 1995                  | Xelajú MC | 5-0 | Deportivo Suchitepéquez | Estadio Mario Camposeco, Quetzaltenango |  |
| Xelajú M.C. Clasificado a Semifinales |           |     |                         |                                         |  |

- Copa Gallo 1996
  - Grupo 2[11]

| 1996 | Xelajú MC | 2-1 | Deportivo Suchitepéquez | Estadio Mario Camposeco, Quetzaltenango |  |

| 1996 | Deportivo Suchitepéquez | 1-0 | Xelajú MC | Estadio Carlos Salazar Hijo, Mazatenango |  |

- Copa Guatemala 1997
  - Grupo D (en fase de grupos, por empate se realizaban tiros penales, el ganador obtenía dos puntos y el perdedor un punto).[12]

| 20 de julio de 1997 | Xelajú MC | 1-1 (4 - 5 p.) | Deportivo Suchitepéquez | Estadio Mario Camposeco, Quetzaltenango |  |

| 10 de agosto de 1997                                                  | Deportivo Suchitepéquez | 1-1 (5 - 4 p.) | Xelajú MC | Estadio Carlos Salazar Hijo, Mazatenango |  |
| Deportivo Suchitepéquez Ganador del grupo D, clasifica a semifinales. |                         |                |           |                                          |  |

- Copa Aqua 1998
  - Grupo C (en fase de grupos, por empate se realizaban tiros penales, el ganador obtenía dos puntos y el perdedor un punto).[13]

| 2 de agosto de 1998 | Xelajú MC | 1-1 (4 - 2 p.) | Deportivo Suchitepéquez | Estadio Marquesa de la Ensenada, San Marcos, San Marcos. |  |

| 22 de agosto de 1998                             | Deportivo Suchitepéquez | 1-0 | Xelajú MC | Estadio Carlos Salazar Hijo, Mazatenango |  |
| Deportivo Suchitepéquez clasifica a semifinales. |                         |     |           |                                          |  |

- Copa Centenario 2010/2011
  - Semifinales[14]

| 2 de marzo de 2011 | Xelajú MC                           | 2-1 | Deportivo Suchitepéquez | Estadio Mario Camposeco, Quetzaltenango |                                |
|                    | Osmar López 21' · Denis Rosales 45' |     | Jaime Vega 76'          | Árbitro(s): Juan Carlos Guerra          | Árbitro(s): Juan Carlos Guerra |

| 16 de marzo de 2011                | Deportivo Suchitepéquez | 1-1 | Xelajú MC       | Estadio Carlos Salazar Hijo, Mazatenango |                           |
|                                    | Luis Hidalgo 1'         |     | Osmar López 37' | Árbitro(s): Freddy Campos                | Árbitro(s): Freddy Campos |
| Xelajú M.C. Clasificado a la Final |                         |     |                 |                                          |                           |

## Títulos
| Torneos              | Xelajú MC | Deportivo Suchitepéquez |
| -------------------- | --------- | ----------------------- |
| Liga Nacional        | 7         | 2                       |
| Torneo de Copa       | 3         | 3                       |
| Campeón de Campeones | 1         | 2                       |
| Total                | 11        | 7                       |

## Futbolistas que han vestido las dos camisetas
| - Fredy Taylor - Ricardo Piccinini - Gustavo Betancurth - Fernando Gallo - Wilber Caal - Luis Rodríguez - Miguel Ángel Klee - Ricardo Trigueño Foster - Carlos Castillo - Edwin Villatoro - César Trujillo - Johnny Cubero - Javier Gonzáles - Luis Swisher - Milton Cabrera - Andrés Rivera | - José López Sosa - Eduardo Estrada - Douglas Zamora - Oscar Santis - Freddy Villanueva - Léster Ruiz - Miguel Fernández - Kristian Guzmán |

## Información Adicional
- Los departamentos de Quetzaltenango y Suchitepéquez, fueron parte del Estado de Los Altos,
- Xelajú M.C. y Deportivo Suchitepéquez son equipos referentes de la cabeceras de los departamentos de Quetzaltenango y Mazatenango, respectivamente.
- Como en otros clásicos, lamentablemente han ocurrido hechos de violencia, por lo que dentro de la Liga nacional de Guatemala, es considerado como partido de alto riesgo, montando operativos policiales en cada evento.
- Son los dos equipos departamentales con más temporadas en la Liga Nacional, siendo el Xelajú Mario Camposeco el cuarto lugar y el Deportivo Suchitepéquez el quinto lugar de la tabla histórica de la liga.
- La ciudad de Quetzaltenango tiene una altitud de 2,380 metros sobre el nivel del mar y la ciudad de Mazatenango tiene una altitud de 374 metros sobre el nivel del mar, por lo cual ambos equipos utilizan el factor climático para ejercer la supremacía en este tipo de partidos.
- El estadio sede del Xelajú M.C. es el Estadio Mario Camposeco y el estadio del Deportivo Suchitepéquez es el Carlos Salazar Hijo, estadios donde mayormente se han disputado estos partidos, con raras excepciones, las cuales mayormente han sido por sanciones a los respectivos recintos, así como remodelaciones de los mismos.
- Xelajú M.C. y Deportivo Suchitepéquez son los primeros equipos departamentales en ganar las fases de clasificación de torneos cortos (Deportivo Heredia es el tercer equipo en conseguirlo en el Clausura 2014), siendo el equipo altense el ganador de la misma en el Apertura 2009; el cuadro sureño ganó la misma en el Apertura 2011, seguido del equipo quetzalteco, siendo la primera vez en torneos cortos que entre los dos primeros lugares de la clasificación no estuvieran presentes por lo menos uno de los equipos capitalinos.
- Xelajú M.C. y Deportivo Suchitepéquez son los únicos equipos guatemaltecos que han eliminado a equipos mexicanos en los torneos de campeones de la Concacaf, logros que no han tenido los equipos capitalinos de Guatemala; en la edición de 1983, Deportivo Suchitepéquez dejó en el camino a los Tigres de la UANL,,[15] mientras en la edición 2012/2013 el Xelajú M.C. deja en el camino a las Chivas del Guadalajara.[16]